# V364 Весов
V364 Весов (лат. V364 Librae) — карликовая новая, двойная катаклизмическая переменная звезда типа U Близнецов (UG:) в созвездии Весов на расстоянии приблизительно 1842 световых лет (около 565 парсеков) от Солнца. Видимая звёздная величина звезды — от +11,7m до +10,3m.

## Характеристики
Первый компонент — аккрецирующий белый карлик спектрального класса pec(e).